# Herbert Sturges
Herbert Arthur Sturges (1882 - 1958) foi um matemático e estatístico alemão, conhecido por formular um método de escolha do número de barras para formar histogramas. O método de Sturges foi o método mais conhecido a nível académico. O (k) vem da palavra klassen em alemão.